# Museo de Lérida
El Museo de Lérida (en catalán: Museu de Lleida) anteriormente conocido como el Museo de Lérida Diocesano y Comarcal es un consorcio museístico, creado el 1 de agosto de 1997, integrado por la Generalidad de Cataluña, la Diputación y el Ayuntamiento de Lérida, el Consejo Comarcal del Segriá y el Obispado de Lérida. La sede definitiva del museo se inauguró el mes de noviembre de 2007. En el otoño del año 2020 el Museo y su colección fueron declarados de Interés Nacional.

## Historia

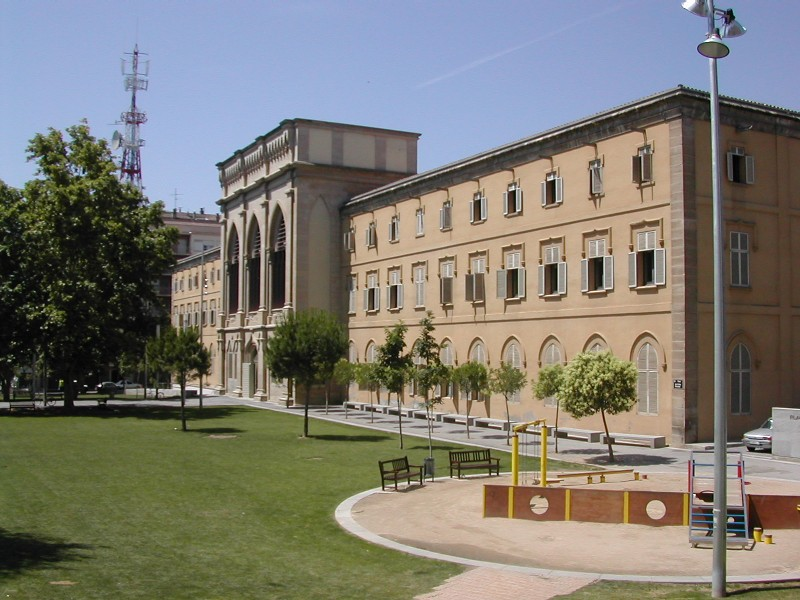
El antiguo Seminario de Lleida primera sede del museo

A causa de las desamortizaciones del siglo XIX gran parte del patrimonio artístico de la Iglesia se perdió o pasó a manos privadas. A lo largo del siglo surgieron en Cataluña diversas iniciativas enmarcadas en el movimiento de la Renaixença que pretendieron recuperar y proteger este legado. Una de estas acciones fue la creación en 1890 del Museo Episcopal de Vich, impulsado por el obispo Josep Morgades.
Siguiendo este modelo, tras años después el obispo José Meseguer y Costa fundaría el Museo Arqueológico del Seminario Diocesano de Lérida, con la intención de ofrecer a los seminaristas una amplia colección de arte eclesiástico y evitar así su espolio por parte de coleccionistas privados. Meseguer nutrió este fondo adquiriendo obras de parroquias de todo el territorio diocesano (que entonces incluía parte de la Franja de Aragón) y gracias a donaciones particulares. La primera sede del museo se instaló en diversas salas del antiguo seminario, actual rectorado de la Universidad de Lérida.
Cuando estalló Guerra Civil (1936) elementos anticlericales de las fuerzas revolucionarias saquearon y desmantelaron el Museo Diocesano. A su vez, el edificio del Seminario fue ocupado para servir de sede del POUM.
La Generalidad republicana consiguió rescatar las obras y las almacenó para protegerlas en el Museo de Arte de Lérida, que entonces se ubicaba en el antiguo Hospital de Santa María. La institución pasó a denominarse Museo del Pueblo y fue el destino de todo el patrimonio expropiado en la ciudad por las tropas republicanas.
En 1938, cuando Lleida estaba a punto de caer en manos de las tropas franquistas, la Generalidad trasladó de manera urgente el patrimonio artístico de la ciudad a la ermita de Butsénit. En agosto de ese mismo año, ya invadida la ciudad, el Servicio de Defensa del Patrimonio Artístico Nacional franquista trasladó las obras a Zaragoza, en donde permanecieron hasta el fin de la guerra.
Desde entonces y hasta 1948 las obras regresaron paulatinamente a Lérida; se restableció la antigua sede del Seminario y se incrementó el fondo de la colección con piezas del Museo de Arte de Lérida (que permanecería clausurado durante toda la dictadura) y de la Seo Vieja.

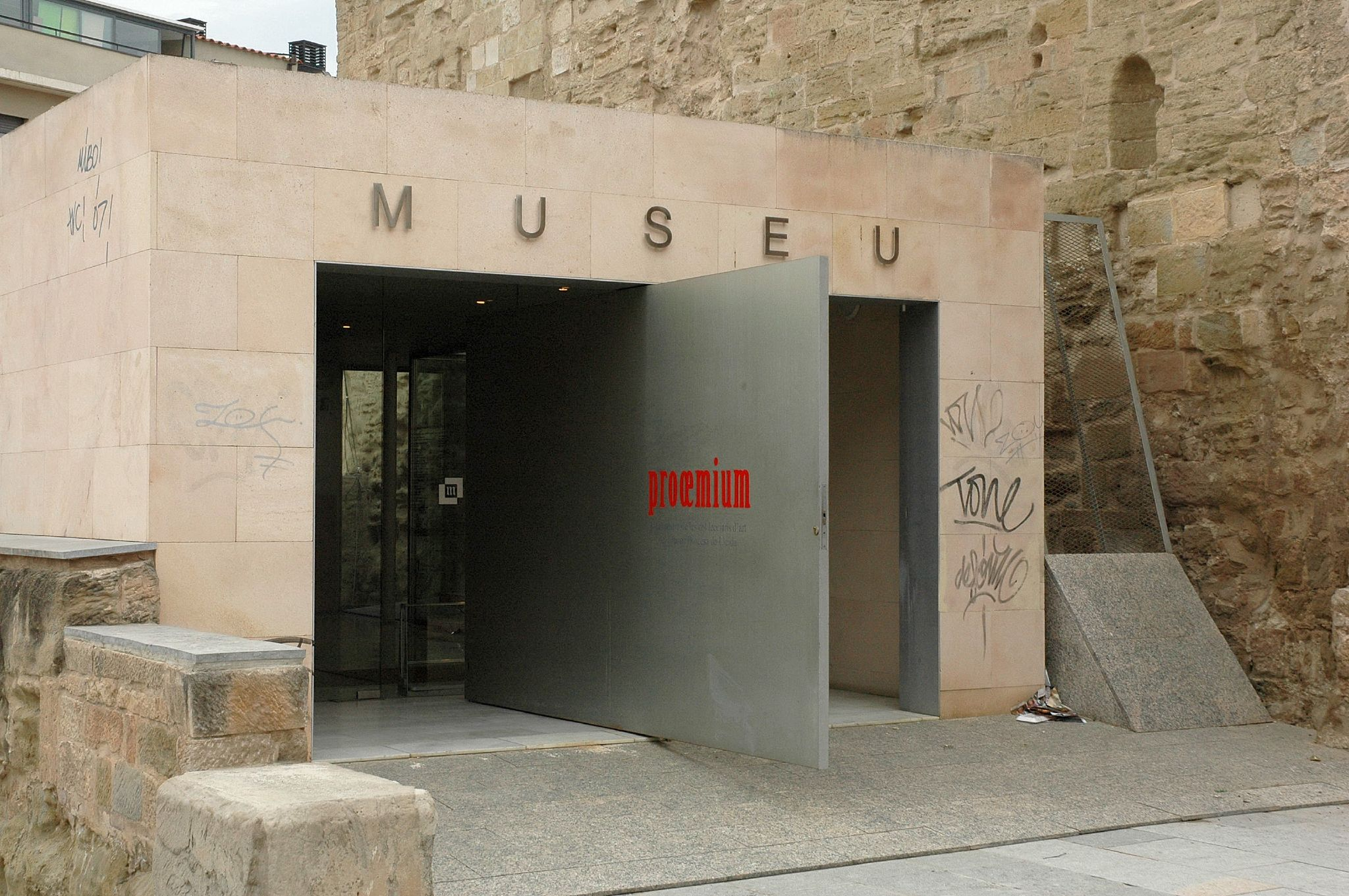
Entrada a la antigua sede del museo, ubicada en la iglesia de San Martín

En 1967 se aprobó la construcción de un edificio propio para el Museo Diocesano, pero nunca se llegó a construir. En 1969 la Iglesia puso en venta el edificio del Seminario y las piezas del Museo se repartieron entre el Palacio Episcopal y la iglesia románica de San Martín, una situación que se prolongaría durante más 30 años.
Con la intención de consolidar este patrimonio el 1 de agosto de 1997 se firmó el convenio para la creación del Museo de Lérida Diocesano y Comarcal, que no sólo incluiría la colección diocesana sino también el fondo arqueológico del IEI (proveniente a su vez del antiguo Museo de Antigüedades de la ciudad, creado en 1893). La vocación de los impulsores es crear el museo de referencia de las comarcas leridanas.
Ese mismo año también se aprobó la construcción de una nueva sede única y permanente en el Hogar de San José, un antiguo convento carmelita. Las obras del nuevo museo de iniciaron en julio de 2003 y finalizaron el 30 de noviembre de 2007, fecha en la que fue inaugurado oficialmente. Desde entonces y hasta 2009 unas 80 000 personas han visitado la nueva sede del museo.
Que se sepa, al menos 113 de las 10 000 piezas depositadas en el museo provienen de parroquias aragonesas que pertenecieron a la Diócesis de Lérida (heredera, por otra parte, de la diócesis de Roda de Isábena 887 a 1097, en la comarca aragonesa de la Ribagorza, y de la de Barbastro-Roda 1097 a 1147) desde 1149 hasta su incorporación en la diócesis de Barbastro-Monzón, que se realizó de forma gradual de 1995 a 1998. Desde Aragón se reclama la entrega de las piezas a Barbastro-Monzón como parte fundamental de los bienes propios de esas parroquias aragonesas, mientras que las autoridades catalanas defienden la integridad de la colección diocesana y la legitimidad de las adquisiciones realizadas por el obispo Meseguer. La Iglesia católica ha reconocido de forma taxativa en todas sus instancias administrativas y jurídicas que tales obras son propiedad de las parroquias de origen, que están en el museo ilerdense en calidad de depósito y que deben ser devueltas a sus dueños cuando éstos las reclamen. Eso mismo también lo ha reconocido ante instancias judiciales civiles el actual obispo de la sede ilerdense M. Joan Piris.

## Nueva sede
La nueva sede del Museo de Lérida Diocesano y Comarcal es obra del arquitecto Joan Rodon. Se ubica muy cerca de la rambla de Aragón de la capital ilerdense, a pocos metros de la Biblioteca Pública de la ciudad, el Archivo Histórico provincial y el rectorado de la Universidad de Lérida.
Para la realización del museo se aprovechó parte de la estructura del antiguo Hogar de San José, cedido expresamente por la Diputación de Lérida. El edificio se estructura en varios volúmenes que acogen diferentes espacios, todos convergentes en una plaza que permite el acceso a todas las partes del museo.
La superficie total del museo es de 6835 m² repartidos de la siguiente manera: 2300 m² para la exposición permanente, 400 m² para la sala de exposiciones temporales, 944 m² para espacios públicos, 2700 m² para espacios privados y servicios del museo y unos 600 m² adicionales para almacén y depósito de obras tanto del mismo museo como para otros del territorio leridano.
El coste total del nuevo museo ha sido de 18 millones de euros, financiados en su mayor parte por el Departamento de Cultura de la Generalidad.

## Patrimonio destacado

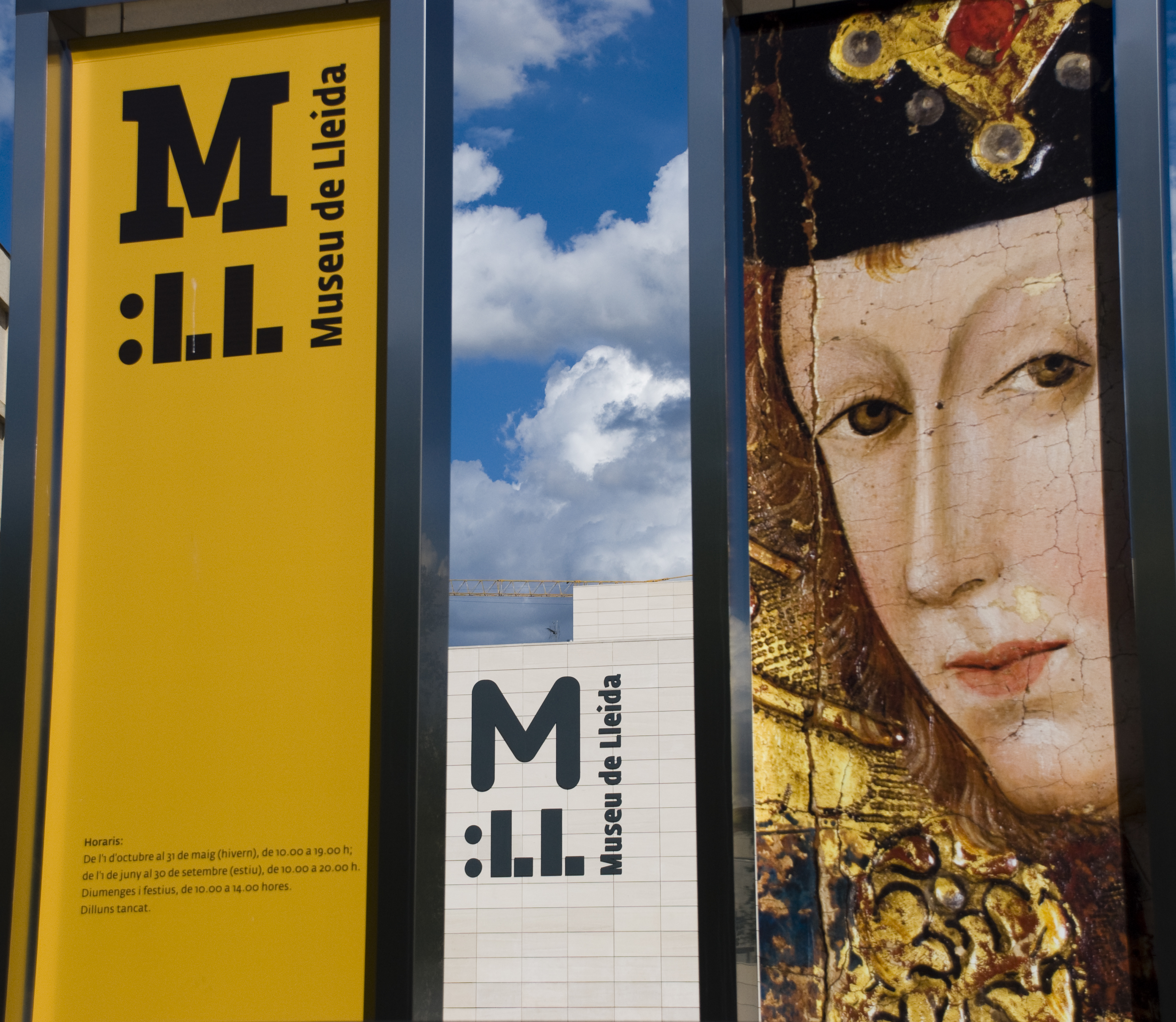
Plafones informativos del museo en la rambla de Aragón

El Museo Diocesano de Lérida alberga un importante legado artístico proveniente de la provincia y de la antigua Diócesis de Lérida. Entre las obras más destacadas del museo se encuentran:
- Del mundo romano se conserva la cabeza de un sátiro del siglo II después de Cristo.
- De la cultura islámica destaca un juego de ajedrez del siglo X-XI procedente de la Colegiata de San Pedro de Áger.
- Del arte románico destaca tres frontales de altar del siglo XIII, procedentes de diversas iglesias de Huesca, y fragmentos escultóricos, ménsulas y capiteles procedentes de la Seo Vieja.
- Del arte gótico, dos retablos de la Seo Viejla y varios cuadros de la saga de pintores leridanos Ferrer.
- Del arte del Renacimiento, hay que subrayar la presencia de varias obras del pintor Pedro Núñez y esculturas de Gabriel Yoly y Damián Forment.
- Del Barroco se conserva una representación del martirio de San Andrés de Claude Vignon y varias obras del pintor Antonio Viladomat.